# Långträsktjärnen, Norrbotten
Långträsktjärnen är en sjö i Piteå kommun i Norrbotten och ingår i Rosåns huvudavrinningsområde.